# Alessandra Riccardi
Alessandra Riccardi (Milano, 5 giugno 1974) è una politica italiana.

## Biografia
Vive a Cinisello Balsamo (Milano); si è diplomata all'Istituto Tecnico Commerciale Statale dell'Istituto di Istruzione Superiore C. E. Gadda, a Paderno Dugnano, e si è laureata in Giurisprudenza all'Università Cattolica del Sacro Cuore, a Milano. Di professione è avvocato civilista.

### Attività politica
Nel 2013 si è candidata a sindaco di Cinisello Balsamo, sostenuta dalla lista 5 Stelle, ottenendo il 13,6% ed entrando come opposizione all'interno del consiglio cittadino, ove è rimasta in carica fino al 2016. 
Alle elezioni politiche del 2018 viene eletta al Senato della Repubblica, nelle liste del Movimento 5 Stelle nella circoscrizione Lombardia.
Nel maggio 2020, in dissenso dal proprio gruppo, vota no all'autorizzazione a procedere nei confronti dell'ex ministro Matteo Salvini sul caso Open Arms.
Nel giugno 2020 lascia il gruppo parlamentare Movimento 5 Stelle e aderisce a quello della Lega - Salvini Premier.
È membro della Commissione contenziosa del Senato della Repubblica e il 26 giugno 2020 vota a favore della restituzione dell'assegno vitalizio a Roberto Formigoni.